# Isabella Montagu, Công tước phu nhân xứ Manchester
Isabella Montagu, Công tước phu nhân xứ Manchester ( k. 1706 – 20 tháng 12 năm 1786), là vợ của William Montagu, Công tước thứ 2 xứ Manchester.